# Chalépa
Chalépa, parfois Halépa, (en grec moderne : Χαλέπα) est un quartier de la ville de La Canée, en Crète.
Autrefois ville à part entière, elle est désormais rattachée à La Canée. Elle abritait au XIXe siècle de nombreuses maisons de la population aisée de La Canée, dont celle du Haut-commissaire Georges de Grèce ou d'Elefthérios Venizélos. On y trouve l'église Sainte-Marie-Madeleine de La Canée, ainsi que le Musée archéologique de La Canée.
Le nom de la ville est associé au pacte de Chalépa, signé en 1878 entre l'Empire ottoman et les Grandes puissances sur le statut de la Crète.